# PENALTY LIFE
『PENALTY LIFE』（ペナルティーライフ）はロックバンド、the pillowsの11枚目のアルバム。

## 概要
「昇らない太陽」は、山中さわおがライブの際、ふと冷静に状況を達観し、かつてのように夢中になれない瞬間がある自分に気がついて落ち込んだ時期に作られた曲である。いわゆる第三期の当初に見られるような内向的な歌詞と深く沈んだメロディの楽曲であるが、しかし実際には山中はこの楽曲を書き上げたことで自分にはまだ良い楽曲が作れることを再確認し、結果的にこの曲を生んだことがアルバムを作り上げる原動力になった。
隠しトラックの「ぼくは かけら」は、インディーズ時代のアルバム『90'S MY LIFE』に収録されている曲のセルフカバーであり、1テイクで録音し、まったく手を加えない状態で収録された。このセルフカバーは一種の余興として行われたが、この曲はツアーでも披露された。その結果、the pillows自身にとっても過去の楽曲を振り返るきっかけとなり、その後の廃盤となっていた『90'S MY LIFE』に未発表の5曲を加えた『90'S MY LIFE returns』の発売や、セルフカバーアルバム『TURN BACK』の発売の切っ掛けとなった。
タイトルのペナルティーライフ（PENALTY LIFE）とは「無期懲役」という意味であり、もはや自分たちはロックミュージックからは逃れられないのだという悟りのような覚悟を表している。いわゆる第三期のオリジナルアルバムの中では珍しくアルバムタイトルを冠した楽曲が収録されていないが、「モールタウン プリズナー」のサビの中で「It's penalty life」と歌われている。
アルバムのジャケットデザインは、シングル「ターミナル・ヘヴンズ・ロック」と同様にSHIKACHAN（KEN-ICHI OHSHIKA）が担当している。

## 収録曲
作詞･作曲：山中さわお（#1-8, #10-11, 隠しトラック）
作曲：山中さわお（#9）
1. Dead Stock Paradise
2. ロンサムダイヤモンド
3. Freebee Honey
4. ターミナル・ヘヴンズ・ロック
20thシングル。
5. 昇らない太陽
6. ファントムペイン
7. I know you
8. ムーンマーガレット
9. スーパートランポリン スクールキッド
10. モールタウン プリズナー
11. 傷跡の囁き 誰もいないパラダイス
  - ぼくは かけら （隠しトラック）

## 演奏
- 山中さわお：Vocal, Guitar
- 真鍋吉明：Guitar, Programming
- 佐藤シンイチロウ：Drums
- 鈴木淳：Bass
- 竹中仁見 (SALON MUSIC)：Chorus (#5)
- monchi & maruchi：Voice (#9)